# 十和田市立十和田中学校
十和田市立十和田中学校（とわだしりつとわだちゅうがっこう）は、青森県十和田市東十六番町にある公立中学校。

## 沿革
- 1981年（昭和56年）
  - 3月 - 校舎・体育館完成。
  - 4月1日 - 南・藤坂・伝法寺の3中学校を統合し、本校創立。
  - 4月7日 - 第1回入学式挙行。
- 1985年（昭和60年）1月 - 「十和田中学校会館」落成。
- 2016年（平成28年）1月 - 耐震改修工事完了。

## 生徒数
2020年（令和2年）5月1日時点。
| 学年 | 1年 | 2年 | 3年 | 特別支援 | 合計 |
| ---- | --- | --- | --- | -------- | ---- |
| 学級 | 2   | 2   | 2   | 2        | 8    |
| 生徒 | 58  | 76  | 78  | 5 (内数) | 212  |

## 通学区域
特記無き地区は全域
- 穂並町
- 東三番町（5番(25〜50号)、6番、10番(35〜83号）、36番(15〜31号)、37〜39番）
- 東四番町
- 東五番町
- 東六番町
- 東十三番町（47〜51番）
- 東十四番町
- 東十五番町
- 東十六番町
- 西四番町
- 西五番町
- 西六番町
- 西十四番町（1〜8番、10〜20番）
- 西十五番町（1〜3番、5〜8番、10〜13番）
- 西十六番町（1〜3番、5〜8番、10〜18番）
- 三本木（字稲吉、字野崎、字東小稲）
- 相坂（字白上(一部)、字高清水、字向切田を除く）
- 藤島（字古淵川原を除く）
- 伝法寺
- 米田（字雨溜、字一本松、字牛沼、字内田、字大岩、字岡谷地尻、字クゴ谷地、字平屋敷、字竹ノ鉢、字段ノ前、字長台、字ヒザ森、字冷水、字松山、字向谷地、字盲沼、字山日向）

## アクセス
- 十和田観光電鉄バス
  - 小稲バス停から、徒歩約1km強・約15分。
  - 東五番町バス停から、徒歩約1.1km弱・約16分。